# Gulb
Gulb ((niem.) Gulbien) – wieś w Polsce położona w województwie warmińsko-mazurskim, w powiecie iławskim, w gminie Iława. Gulb leży około 9 kilometrów na zachód od Iławy i 74 km na zachód od stolicy regionu Olsztyna.
W latach 1975–1998 miejscowość administracyjnie należała do województwa olsztyńskiego.
Zobacz też: Gulbin, Gulbiny